# Kylie's Remixes Volume 1
Kylie's Remixes Volume 1 è un album discografico di remix della cantante australiana Kylie Minogue, pubblicato nel 1989, contenente i remix del primo album della cantante, Kylie (1988). Il disco è uscito in Giappone e nel 1993 in Australia.

## Tracce
1. I Should Be So Lucky (The Bicentennial Remix) – 6:12
2. Got to Be Certain (The Extra Beat Boys Remix) – 6:52
3. The Loco-Motion (The Sankie Remix) – 6:36
4. Je Ne Sais Pas Pourquoi (Moi Non Plus Mix) – 5:55
5. Turn It into Love – 3:37
6. It's No Secret (Extended version) – 5:49
7. Je Ne Sais Pas Pourquoi (The Revolutionary Mix) – 7:16
8. I Should Be So Lucky (New Remix) – 5:33
9. Made in Heaven (Made in England Mix) – 6:19

## Classifiche
L’album ha raggiunto la tredicesima posizione nella classifica Oricon e, al 2006, aveva venduto 84.000 copie. Nel maggio 1989, ha ottenuto la certificazione d’oro dalla Recording Industry Association of Japan.